# Cesarske in kraljeve enote za bojno podporo
Cesarski in kraljevi polki so se razvrščali v  bojne enote (Kampftruppen) in  cesarske in kraljeve enote za bojno podporo, ki jih prikazuje ta seznam (stanje leta 1914).
Cesarska in kraljeva vojska Avstro-ogrske monarhije (uradno ime: Bewaffnete Macht) je bila ustanovljena leta 1867, ko je Madžarska dobila avtonomijo. Ob tem se je reorganizirala tudi vojska in se razdelila na tri enakovredne dele (glej tudi: Avstro-ogrska kopenska vojska 1867-1914) :
- Skupna vojska, ki so jo sestavljali vojaki iz obeh delov monarhije in jo prikazuje ta seznam.
- k.k. Landwehr, ki so ga sestavljali vojaki iz Cislajtanije
- Honvédség, ki so ga sestavljali vojaki iz Translajtanije.

## Poljskotopniški polki (42 polkov artilerijske divizije)
- 1. poljskotopniški polk (izvirno nemško Feldkanonenregiment Nr. 1)

Ustanovljen:1885 - I. armadni korpus- 1. poljsko artilerijska brigada
Naborni okraj: Krakov
Narodnostna sestava: 49% Poljakov - 27% Nemcev - 24% drugih
Garnizija: Krakov
Poveljnik: Polkovnik Alexander Ritter von Truszkowski
- 2. poljskotopniški polk (izvirno nemško Feldkanonenregiment Nr. 2)

Ustanovljen:1885 - I. armadni korpus- 1. poljsko artilerijska brigada
Naborni okraj: Krakov
Narodnostna sestava: 32% Nemcev - 32% Čehov - 28% Poljakov - 8% drugih
Garnizija: Olomouc
Poveljnik: Polkovnik Heinrich von Naumann
- 3. poljskotopniški polk (izvirno nemško Feldkanonenregiment Nr. 2)

Ustanovljen:1892 - I. armadni korpus- 1. poljsko artilerijska brigada
Naborni okraj: Krakov
Narodnostna sestava: 47% Poljakov - 28% Nemcev - 20% Čehov - 5% drugih
Garnizija: Krakov
Poveljnik: Podpolkovnik Paul Ritter Cyrus-Sobolewski von Sobolów
- 4. poljskotopniški polk (izvirno nemško Feldkanonenregiment Nr. 2)

Ustanovljen:1885 - II. armadni korpus- 2. poljsko artilerijska brigada
Naborni okraj: Dunaj
Narodnostna sestava: 83% Nemcev - 17% drugih
Garnizija: Dunaj
Jezik polka: Nemščina
Poveljnik: Polkovnik Michael Gärtner
- 5. poljskotopniški polk (izvirno nemško Feldkanonenregiment Nr. 5)

Ustanovljen:1885 - II. armadni korpus- 2. poljsko artilerijska brigada
Naborni okraj: Dunaj
Narodnostna sestava: 68% Čehov - 30% Nemcev - 2% Drugih
Jezik polka: Češčina
Garnizija: Brno
Poveljnik: Polkovnik Hugo Machaczek
- 6. poljskotopniški polk (izvirno nemško Feldkanonenregiment Nr. 6)

Ustanovljen:1885 - II. armadni korpus- 2. poljsko artilerijska brigada
Naborni okraj: Dunaj
Narodnostna sestava: 85% Nemcev - 15% drugih
Jezik polka: nemščina
Garnizija: Dunajsko Novo mesto
Poveljnik: Polkovnik Carl Wondre
- 7. poljskotopniški polk (izvirno nemško Feldkanonenregiment Nr. 7)

Ustanovljen:1885 - III. armadni korpus- 3. poljsko artilerijska brigada
Naborni okraj: Gradec
Narodnostna sestava: 64% Slovencev - 32% Nemcev - 4% drugih
Jezik polka: Slovenščina in nemščina
Garnizija: Ljubljana
Poveljnik: Polkovnik Georg Marjanovič
- 8. poljskotopniški polk (izvirno nemško Feldkanonenregiment Nr. 8)

Ustanovljen:1885 - III. armadni korpus- 3. poljsko artilerijska brigada
Naborni okraj: Gradec
Narodnostna sestava: 56% Slovencev - 22% Nemcev - 22% drugih
Jezik polka: slovenščina
Garnizija: Gradec
Poveljnik: Polkovnik Eduard Ritter von Ripper
- 9. poljskotopniški polk (izvirno nemško Feldkanonenregiment Nr. 9)

Ustanovljen:1885 - III. armadni korpus- 3. poljsko artilerijska brigada
Naborni okraj: Gradec
Narodnostna sestava: 71% Nemcev - 26% Slovencev - 3% drugih
Jezik polka: nemščina
Garnizija: Celovec
Poveljnik: Podpolkovnik Franz Steiner Edler von Treuendorf
- 10. poljskotopniški polk (izvirno nemško Feldkanonenregiment Nr. 10)

Ustanovljen:1885 - IV. armadni korpus - 4. poljsko artilerijska brigada
Naborni okraj: Budimpešta
Narodnostna sestava: 72% Madžarov - 23% Nemcev - 5% drugih
Jezik polka: Madžarščina
Garnizija: Budimpešta
Poveljnik: Polkovnik Friedrich Schirza
- 11. poljskotopniški polk (izvirno nemško Feldkanonenregiment Nr. 11)

Ustanovljen:1885 - IV. armadni korpus - 4. poljsko artilerijska brigada
Naborni okraj: Budimpešta
Narodnostna sestava: 77% Madžarov - 21% Nemcev - 2% drugih
Jezik polka: madžarščina
Garnizija: Hajmáskér (Županija Veszprém)
Poveljnik: Podpolkovnik Eugen Müller
- 12. poljskotopniški polk (izvirno nemško Feldkanonenregiment Nr. 12)

Ustanovljen:1885 - IV. armadni korpus - 4. poljsko artilerijska brigada
Naborni okraj: Budimpešta
Narodnostna sestava: 83% Madžarov - 17% drugih
Jezik polka: madžarščina
Garnizija: Budimpešta
Poveljnik: Podpolkovnik Ludwig Braun
- 13. poljskotopniški polk (izvirno nemško Feldkanonenregiment Nr. 13)

Ustanovljen:1885 - V. armadni korpus - 5. poljsko artilerijska brigada
Naborni okraj: Bratislava
Narodnostna sestava: 44% Madžarov - 40% Nemcev - 16% Drugih
Jezik polka: madžarščina in nemščina
Garnizija: Sopron
Poveljnik: Polkovnik Ferdinand Zwiedinek Edler von Südenhorst und Schidlo
- 14. poljskotopniški polk (izvirno nemško Feldkanonenregiment Nr. 14)

Ustanovljen:1885 - V. armadni korpus - 5. poljsko artilerijska brigada
Naborni okraj: Bratislava
Narodnostna sestava: 62% Slovakov - 22% Madžarov - 16% drugih
Jezik polka: Slovaščina
Garnizija: Bratislava
Poveljnik: Podpolkovnik Joseph Kralowetz
- 15. poljskotopniški polk (izvirno nemško Feldkanonenregiment Nr. 15)

Ustanovljen:1885 - V. armadni korpus - 5. poljsko artilerijska brigada
Naborni okraj: Bratislava
Narodnostna sestava: 57% Madžarov - 28% Slovakov - 15% drugih
Jezik polka: madžarščina
Garnizija: Komárom, danes Komárno, Slovaška
Poveljnik: Polkovnik Eduard Kaufmann
- 16. poljskotopniški polk (izvirno nemško Feldkanonenregiment Nr. 16)

Ustanovljen:1885 - VI. armadni korpus- 6. poljsko artilerijska brigada
Naborni okraj: Košice
Narodnostna sestava: 64% Madžarov - 27% Slovakov - 9% drugih
Jezik polka: madžarščina
Garnizija: Losoncz (Županija Nógrád)
Poveljnik: Podpolkovnik Carl Ritter Schiller von Schildenfeld
- 17. poljskotopniški polk (izvirno nemško Feldkanonenregiment Nr. 17)

Ustanovljen:1885 - VI. armadni korpus- 6. poljsko artilerijska brigada
Naborni okraj: Košice
Narodnostna sestava: 86% Madžarov - 14% drugih
Jezik polka: madžarščina
Garnizija: Mikolcz
Poveljnik: Polkovnik Franz Ulrich
- 18. poljskotopniški polk (izvirno nemško Feldkanonenregiment Nr. 18)

Ustanovljen:1885 - VI. armadni korpus- 6. poljsko artilerijska brigada
Naborni okraj: Košice
Narodnostna sestava: 65% Madžarov - 35% drugih
Jezik polka: madžarščina
Garnizija: Prešov
Poveljnik: Podpolkovnik Hugo Bilimek
- 19. poljskotopniški polk (izvirno nemško Feldkanonenregiment Nr. 19)

Ustanovljen:1885 - VII. armadni korpus- 7. poljsko artilerijska brigada
Naborni okraj: Temišvar
Narodnostna sestava: 57% Madžarov - 24% Romunov - 19% drugih
Garnizija: Oradea
Poveljnik: Podpolkovnik Nikolaus Lokoschan
- 20. poljskotopniški polk (izvirno nemško Feldkanonenregiment Nr. 20)

Ustanovljen:1908 - VII. armadni korpus- 7. poljsko artilerijska brigada
Naborni okraj: Temišvar
Narodnostna sestava: 40% Nemcev - 32% Madžarov - 28% drugih
Garnizija: Temišvar
Poveljnik: Podpolkovnik Carl Hroch
- 21. poljskotopniški polk (izvirno nemško Feldkanonenregiment Nr. 21)

Ustanovljen:1908 - VII. armadni korpus- 7. poljsko artilerijska brigada
Naborni okraj: Temišvar
Narodnostna sestava: 44% Romunov - 26% Madžarov - 25% Nemcev - 5% drugih
Garnizija: Štab, II. divizion: Lugoj - I. divizion: Bela Crkva
Poveljnik: Polkovnik Alfred Unschuld
- 22. poljskotopniški polk (izvirno nemško Feldkanonenregiment Nr. 22)

Ustanovljen:1908 - VIII. armadni korpus- 8. poljsko artilerijska brigada
Naborni okraj: Praga
Narodnostna sestava: 60% Nemcev - 39% Čehov - 1% drugih
Garnizija: Plzen
Poveljnik: Polkovnik Johann Regnier
- 23. poljskotopniški polk (izvirno nemško Feldkanonenregiment Nr. 23)

Ustanovljen:1908 - VIII. armadni korpus- 8. poljsko artilerijska brigada
Naborni okraj: Praga
Narodnostna sestava: 72% Čehov - 27% Nemcev - 1% drugih
Garnizija: Štab, I. divizion: Praga - II. divizion: Kostelec nad Labem
Poveljnik: Polkovnik Carl Hinke
- 24. poljskotopniški polk (izvirno nemško Feldkanonenregiment Nr. 24)

Ustanovljen:1908 - VIII. armadni korpus- 8. poljsko artilerijska brigada
Naborni okraj: Praga
Narodnostna sestava: 70% Čehov - 28% Nemcev - 2% Drugih
Garnizija: Češke Budejovice
Poveljnik: Podpolkovnik Adalbert Nobile de Giorgi
- 25. poljskotopniški polk (izvirno nemško Feldkanonenregiment Nr. 25)

Ustanovljen:1908 - IX. armadni korpus - 9. poljsko artilerijska brigada
Naborni okraj: Litoměřice
Narodnostna sestava: 62% Čehov - 36% Nemcev - 2% drugih
Garnizija: Jaroměř
Poveljnik: Podpolkovnik Joseph Strzizek
- 26. poljskotopniški polk (izvirno nemško Feldkanonenregiment Nr. 26)

Ustanovljen:1908 - IX. armadni korpus - 9. poljsko artilerijska brigada
Naborni okraj: Litoměřice
Narodnostna sestava: 55% Nemcev - 43% Čehov - 2% drugih
Garnizija: Terezín
Poveljnik: Podpolkovnik Oskar Heimerich
- 27. poljskotopniški polk (izvirno nemško Feldkanonenregiment Nr. 27)

Ustanovljen:1908 - IX. armadni korpus - 9. poljsko artilerijska brigada
Naborni okraj: Litoměřice
Narodnostna sestava: 66% Čehov - 33% Nemcev - 1% drugih
Garnizija: Hradec Králové
Poveljnik: Polkovnik August Blaha
- 28. poljskotopniški polk (izvirno nemško Feldkanonenregiment Nr. 28)

Ustanovljen:1908 - X. armadni korpus - 10. poljsko artilerijska brigada
Naborni okraj: Przemysl
Narodnostna sestava: 60% Rutencev - 25% Poljakov - 15% drugih
Garnizija: Przemysl
Poveljnik: Polkovnik Kasimir Teichmann
- 29. poljskotopniški polk (izvirno nemško Feldkanonenregiment Nr. 29)

Ustanovljen:1908 - X. armadni korpus - 10. poljsko artilerijska brigada
Naborni okraj: Przemysl
Narodnostna sestava: 78% Poljakov - 20% Rutencev - 2% Drugih
Garnizija: Jarosław
Poveljnik: Polkovnik Johann Rosenzweig Edler von Powacht
- 30. poljskotopniški polk (izvirno nemško Feldkanonenregiment Nr. 30)

Ustanovljen:1908 - X. armadni korpus - 10. poljsko artilerijska brigada
Naborni okraj: Przemysl
Narodnostna sestava: 66% Rutencev - 34% drugih
Garnizija: Przemysl
Poveljnik: Polkovnik Adolf Eschelmüller
- 31. poljskotopniški polk (izvirno nemško Feldkanonenregiment Nr. 3)

Ustanovljen:1908 - XI. armadni korpus- 11. poljsko artilerijska brigada
Naborni okraj: Lviv
Narodnostna sestava: 69% Rutencev - 31% drugih
Garnizija: Ivano-Frankivsk
Poveljnik: Polkovnik Johann Michalek
- 32. poljskotopniški polk (izvirno nemško Feldkanonenregiment Nr. 32)

Ustanovljen:1908 - XI. armadni korpus- 11. poljsko artilerijska brigada
Naborni okraj: Lviv
Narodnostna sestava: 55% Rutencev - 25% Poljakov - 20% drugih
Garnizija: Lviv
Poveljnik: Podpolkovnik Johann Ritter von Romer
- 33. poljskotopniški polk (izvirno nemško Feldkanonenregiment Nr. 33)

Ustanovljen:1908 - XI. armadni korpus- 11. poljsko artilerijska brigada
Naborni okraj: Lviv
Narodnostna sestava: 43% Rutencev - 27% Nemcev - 30% drugih
Garnizija: Ivano-Frankivsk
Poveljnik: Podpolkovnik Ferdinand Scholz
- 34. poljskotopniški polk (izvirno nemško Feldkanonenregiment Nr. 34)

Ustanovljen:1908 - XII. armadni korpus- 12. poljsko artilerijska brigada
Naborni okraj: Sibiu
Narodnostna sestava: 60% Madžarov - 20% Romunov - 20% drugih
Garnizija: Brașov
Poveljnik: Polkovnik Emmanuel Werz
- 35. poljskotopniški polk (izvirno nemško Feldkanonenregiment Nr. 35)

Ustanovljen:1908 - XII. armadni korpus- 12. poljsko artilerijska brigada
Naborni okraj: Sibiu
Narodnostna sestava: 41% Romunov - 36% Madžarov - 23% drugih
Garnizija: Cluj-Napoca
Poveljnik: Polkovnik Alfred Gröschl
- 36. poljskotopniški polk (izvirno nemško Feldkanonenregiment Nr. 36)

Ustanovljen:1908 - XII. armadni korpus- 12. poljsko artilerijska brigada
Naborni okraj: Sibiu
Narodnostna sestava: 44% Romunov - 28% Madžarov - 23% Nemcev - 5% drugih
Garnizija: Sibiu
Poveljnik: Polkovnik Wendelin Hojer
- 37. poljskotopniški polk (izvirno nemško Feldkanonenregiment Nr. 37)

Ustanovljen:1908 - XIII. armadni korpus- 13. poljsko artilerijska brigada
Naborni okraj: Zagreb
Narodnostna sestava: 88% Srbov/Hrvatov - 12% drugih
Garnizija: Zagreb
Poveljnik: Polkovnik Julius Steinhauser
- 38. poljskotopniški polk (izvirno nemško Feldkanonenregiment Nr. 38)

Ustanovljen:1908 - XIII. armadni korpus- 13. poljsko artilerijska brigada
Naborni okraj: Zagreb
Narodnostna sestava: 63% Srbov/Hrvatov - 24% Nemcev - 13% drugih
Garnizija: Osijek
Poveljnik: Polkovnik Wilhelm Soppe
- 39. poljskotopniški polk (izvirno nemško Feldkanonenregiment Nr. 39)

Ustanovljen:1908 - XIII. armadni korpus- 13. poljsko artilerijska brigada
Naborni okraj: Zagreb
Narodnostna sestava: 66% Srbov/Hrvatov - 34% drugih
Garnizija: Varaždin
Poveljnik: Podpolkovnik Joseph Müller Edler von Müllenegg
- 40. poljskotopniški polk (izvirno nemško Feldkanonenregiment Nr. 40)

Ustanovljen:1908 - XIV. armadni korpus - 14. poljsko artilerijska brigada
Naborni okraj: Innsbruck
Narodnostna sestava: 93% Nemcev - 7% drugih
Garnizija: Štab, II. divizion: Linz I. divizion: Wels
Poveljnik: Polkovnik Eugen Brunswick von Korompa
- 41. poljskotopniški polk (izvirno nemško Feldkanonenregiment Nr. 41)

Ustanovljen:1908 - XIV. armadni korpus - 14. poljsko artilerijska brigada
Naborni okraj: Innsbruck
Narodnostna sestava: 98% Nemcev - 2% drugih
Garnizija: Salzburg
Poveljnik: Podpolkovnik Viktor Primavesi
- 42. poljskotopniški polk (izvirno nemško Feldkanonenregiment Nr. 42)

Ustanovljen:1908 - XIV. armadni korpus - 14. poljsko artilerijska brigada
Naborni okraj: Dunaj
Narodnostna sestava: 86% Nemcev - 14% drugih
Garnizija: Steyr
Poveljnik: Polkovnik Adalbert Ritter Mikowetz von Minkewitz

## Poljskohavbični polki (Korpusna artilerija)
- 1. poljskohavbični polk  „Sergej Mihajlovič, veliki knez ruski“ (izvirno nemško Feldhaubitzregiment »Sergius Michailowitsch Großfürst von Rußland« Nr. 1)

Ustanovljen: 1854 - I. armadni korpus
Naborni okraj: Krakov
Narodnostna sestava: 44% Poljakov - 27% Nemcev - 29% drugih
Garnizija: Krakov
Poveljnik: Podpolkovnik Otto Lössl-Scheuch
- 2. poljskohavbični polk  „Grof von Geldern-Egmond“ (izvirno nemško Feldhaubitzregiment »von Geldern-Egmond« Nr. 2)

Ustanovljen: 1854 - II. armadni korpus
Naborni okraj: Dunaj
Narodnostna sestava: 29% Čehov - 67% Nemcev - 4% drugih
Garnizija: Dunaj
Poveljnik: Polkovnik Joseph Reisinger
- 3. poljskohavbični polk  „Nadvojvoda Viljem Avstrijski“  (izvirno nemško Feldhaubitzregiment »Erzherzog Wilhelm« Nr. 3)

Ustanovljen: 1908 - III. armadni korpus
Naborni okraj: Gradec
Narodnostna sestava: 80% Nemcev - 20% drugih
Garnizija: Maribor
Poveljnik: Podpolkovnik Johann Freiherr Bibra von Gleichwiesen
- 4. poljskohavbični polk  (izvirno nemško Feldhaubitzregiment  Nr. 4)

Ustanovljen: 1908 - IV. armadni korpus
Naborni okraj: Budimpešta
Narodnostna sestava: 79% Madžarov - 21% drugih
Garnizija: Budimpešta
Poveljnik: Polkovnik August Kreycy
- 5. poljskohavbični polk „Nadvojvoda Albert“ (izvirno nemško Feldhaubitzregiment »Erzherzog Albrecht« Nr. 5)

Ustanovljen: 1908 - V. armadni korpus
Naborni okraj: Bratislava
Narodnostna sestava: 63% Slovakov - 37% drugih
Garnizija: Bratislava
Poveljnik: Podpolkovnik Stephan Rukavina von Liebstadt
- 6. poljskohavbični polk „Nadvojvoda Franc Ferdinand“ (izvirno nemško Feldhaubitzregiment »Erzherzog Franz Ferdinand« Nr. 6)

Ustanovljen: 1908 - VI. armadni korpus
Naborni okraj: Košice
Narodnostna sestava: 75% Madžarov - 25% drugih
Garnizija: Košice
Poveljnik: Podpolkovnik Wilhelm Reichenauer
- 7. poljskohavbični polk „Leopold von Bayern“  (izvirno nemško Feldhaubitzregiment »Leopold von Bayern« Nr. 7)

Ustanovljen: 1908 - VII. armadni korpus
Naborni okraj: Temišvar
Narodnostna sestava: 25% Madžarov - 43% Nemcev - 24% Rutencev - 8% drugih
Garnizija: Temišvar
Poveljnik: Polkovnik Dominik Zagar
- 8. poljskohavbični polk „Cesar“  (izvirno nemško Feldhaubitzregiment »Kaiser« Nr. 8)

Ustanovljen: 1908 - VIII. armadni korpus
Naborni okraj: Praga
Narodnostna sestava: 88% Nemcev - 12% drugih
Garnizija: Praga
Poveljnik: Polkovnik Franz Edler von Portenschlag-Ledermayr
- 9. poljskohavbični polk „Josef Wenzel I.“ (izvirno nemško Feldhaubitzregiment »Joseph Wenzel von Liechtenstein« Nr. 9)

Ustanovljen: 1908 - IX. armadni korpus
Naborni okraj: Litoměřice
Narodnostna sestava: 35% Nemcev - 63% Čehov - 2% drugih
Garnizija: Josephstadt
Poveljnik: Polkovnik Joseph Wosáhlo
- 10. poljskohavbični polk (izvirno nemško Feldhaubitzregiment Nr. 10)

Ustanovljen: 1908 - X. armadni korpus
Naborni okraj: Przemysl
Narodnostna sestava: 76% Poljakov - 24% drugih
Garnizija: Przemysl
Poveljnik: Polkovnik Rudolf Lechner
- 11. poljskohavbični polk „Baron von Smola“ (izvirno nemško Feldhaubitzregiment „Freiherr von Smola“ Nr. 11)

Ustanovljen: 1908 - XI. armadni korpus
Naborni okraj: Lvov
Narodnostna sestava: 52% Rutencev - 33% Poljakov - 15% drugih
Garnizija: Lvov
Poveljnik: Podpolkovnik Alois Vollgruber
- 12. poljskohavbični polk „Jurij V., kralj Velike Britanije, Hannovra in Irske ter cesar Indije“ (izvirno nemško Feldhaubitzregiment „Georg V. König von Großbritannien, Hannover und Irland, Kaiser von Indien“ Nr. 12)

Ustanovljen: 1908 - XII. armadni korpus
Naborni okraj: Sibiu
Narodnostna sestava: 39% Madžarov - 31% Nemcev - 22% Romunov - 8% drugih
Garnizija: Sibiu
Poveljnik: Polkovnik Carl Kratky
- 13. poljskohavbični polk „Leopold I. Avstrijski“ (izvirno nemško Feldhaubitzregiment „Erzherzog Leopold Salvator“ Nr. 13)

Ustanovljen: 1908 - XIII. armadni korpus
Naborni okraj: Zagreb
Narodnostna sestava: 72%  Srbov/Hrvatov - 28% drugih
Garnizija: Zagreb
Poveljnik: Polkovnik Eduard Ritter Jemrich von der Bresche
- 14. poljskohavbični polk „Alexander von Krobatin“ (izvirno nemško Feldhaubitzregiment „Ritter von Krobatin“ Nr. 14)

Ustanovljen: 1908 - XIV. armadni korpus
Naborni okraj: Dunaj
Narodnostna sestava: 97% Nemcev - 3% drugih
Garnizija: Innsbruck
Poveljnik: Polkovnik Ludwig David

## Konjeniški artilerijski divizioni (korpusna artilerija)
- 1. konjeniški artilerijski divizion (izvirno nemško Reitende Artilleriedivision Nr. 1)

Ustanovljen: 1908 - I. armadni korpus
Naborni okraj: Krakov
Narodnostna sestava: 50% Poljakov - 22% Nemcev - 20% Čehov - 8% drugih
Garnizija: Krakov
Poveljnik: Major Ignaz Ledóchowski
- 2. konjeniški artilerijski divizion (izvirno nemško Reitende Artilleriedivision Nr. 2)

Ustanovljen: 1908 - II. armadni korpus
Naborni okraj: Dunaj
Narodnostna sestava: 70% Nemcev - 28% Čehov - 2% drugih
Garnizija: Dunaj
Poveljnik: Stotnik Carl Chevalier Hervay-Kirchberg
- 4. konjeniški artilerijski divizion (izvirno nemško Reitende Artilleriedivision Nr. 4)

Ustanovljen: 1908 - IV. armadni korpus
Naborni okraj: Budimpešta
Narodnostna sestava: 87% Madžarov - 13% drugih
Garnizija: Budimpešta
Poveljnik: Major Johann Sponer
- 5. konjeniški artilerijski divizion (izvirno nemško Reitende Artilleriedivision Nr. 5)

Ustanovljen: 1908 - V. armadni korpus
Naborni okraj: Bratislava
Narodnostna sestava: 70% Slovakov - 30% drugih
Garnizija: Komárno
Poveljnik: Polkovnik Rudolf Uherek
- 6. konjeniški artilerijski divizion (izvirno nemško Reitende Artilleriedivision Nr. 6)

Ustanovljen: 1908 - VI. armadni korpus
Naborni okraj: Košice
Narodnostna sestava: 70% Slovakov - 30% drugih
Garnizija: Miskolc
Poveljnik: Major Andreas Reutter
- 7. konjeniški artilerijski divizion (izvirno nemško Reitende Artilleriedivision Nr. 7)

Ustanovljen: 1908 - VII. armadni korpus
Naborni okraj: Temišvar
Narodnostna sestava: 40% Madžarov - 30% Nemcev - 20% Romunov - 10% drugih
Garnizija: Kisszentmiklós (Romunija)
Poveljnik: Major Emil Bugarin Edler von Sokolplanina
- 10. konjeniški artilerijski divizion (izvirno nemško Reitende Artilleriedivision Nr. 10)

Ustanovljen: 1908 - X. armadni korpus
Naborni okraj: Przemysl
Narodnostna sestava: 57% Poljakov - 36% Rutencev - 7% drugih
Garnizija: Jarosław
Poveljnik: Podpolkovnik Franz Gross
- 11. konjeniški artilerijski divizion (izvirno nemško Reitende Artilleriedivision Nr. 11)

Ustanovljen: 1908 - XI. armadni korpus
Naborni okraj: Lvov
Narodnostna sestava: 36% Poljakov - 57% Rutencev - 7% drugih
Garnizija: Lvov
Poveljnik: Major Franz Dobringer

## Težkohavbični divizioni (korpusna artilerija)
- 1. težkohavbični divizion (izvirno nemško Schwere Haubitzdivision Nr. 1)

Ustanovljen: 1912 - I. armadni korpus - 1. artilerijska brigada
Naborni okraj: Krakov
Narodnostna sestava: 40% Poljakov - 21% Rutencev - 34% drugih
Garnizija: Krakov
Poveljnik: Polkovnik Julius Kramař
- 2. težkohavbični divizion (izvirno nemško Schwere Haubitzdivision Nr. 2)

Ustanovljen: 1912 - II. armadni korpus - 2. artilerijska brigada
Naborni okraj: Dunaj
Narodnostna sestava: 68% Nemcev - 28% Čehov - 4% drugih
Garnizija: Dunaj
Poveljnik: Major Maximilian Müller
- 3. težkohavbični divizion (izvirno nemško Schwere Haubitzdivision Nr. 3)

Ustanovljen: 1912 - III. armadni korpus - 3. artilerijska brigada
Naborni okraj: Gradec
Narodnostna sestava: 41% Nemcev - 48% Slovakov - 11% drugih
Garnizija: Vipava
Poveljnik: Podpolkovnik Rudolf Assmann
- 4. težkohavbični divizion (izvirno nemško Schwere Haubitzdivision Nr. 4)

Ustanovljen: 1912 - IV. armadni korpus - 4. artilerijska brigada
Naborni okraj: Budimpešta
Narodnostna sestava: 78% Madžarov - 22% drugih
Garnizija:  Hajmáskér – artilerijska vojašnica
Poveljnik: Podpolkovnik Wilhelm Lang
- 5. težkohavbični divizion (izvirno nemško Schwere Haubitzdivision Nr. 5)

Ustanovljen: 1912 - V. armadni korpus - 5. artilerijska brigada
Naborni okraj: Bratislava
Narodnostna sestava: 55% Madžarov - 24% Slovakov - 21% drugih
Garnizija: Komárno
Poveljnik: Major Rudolf Gruner
- 6. težkohavbični divizion (izvirno nemško Schwere Haubitzdivision Nr. 6)

Ustanovljen: 1912 - VI. armadni korpus - 6. artilerijska brigada
Naborni okraj: Košice
Narodnostna sestava: 72% Madžarov - 28% drugih
Garnizija: Košice
Poveljnik: Podpolkovnik Ferdinand Radl
- 7. težkohavbični divizion (izvirno nemško Schwere Haubitzdivision Nr. 7)

Ustanovljen: 1912 - VII. armadni korpus - 7. artilerijska brigada
Naborni okraj: Temišvar
Narodnostna sestava: 35% Madžarov - 23% Romunov - 21% Nemcev - 21% drugih
Garnizija: Pécs
Poveljnik: Polkovnik Adolf Bauzher
- 8. težkohavbični divizion (izvirno nemško Schwere Haubitzdivision Nr. 8)

Ustanovljen: 1912 - VIII. armadni korpus - 8. artilerijska brigada
Naborni okraj: Praga
Narodnostna sestava: 60% Čehov - 35% Nemcev - 5% drugih
Garnizija: Praga
Poveljnik: Polkovnik Carl Petersilka
- 9. težkohavbični divizion (izvirno nemško Schwere Haubitzdivision Nr. 9)

Ustanovljen: 1912 - IX. armadni korpus - 9. artilerijska brigada
Naborni okraj: Litoměřice
Narodnostna sestava: 54% Čehov - 41% Nemcev - 5% drugih
Garnizija: Terezín
Poveljnik: Podpolkovnik Carl Raser
- 10. težkohavbični divizion (izvirno nemško Schwere Haubitzdivision Nr. 10)

Ustanovljen: 1912 - X. armadni korpus - 10. artilerijska brigada
Naborni okraj: Przemysl
Narodnostna sestava: 46% Rutencev - 28% Poljakov - 26% drugih
Garnizija: Przemysl
Poveljnik: Podpolkovnik Emil Wolff
- 11. težkohavbični divizion (izvirno nemško Schwere Haubitzdivision Nr. 11)

Ustanovljen: 1912 - XI. armadni korpus - 11. artilerijska brigada
Naborni okraj: Lvov
Narodnostna sestava: 46% Rutencev - 28% Poljakov - 26% drugih
Garnizija: Lvov
Poveljnik: Podpolkovnik Julian Ritter von Seňkowski
- 12. težkohavbični divizion (izvirno nemško Schwere Haubitzdivision Nr. 12)

Ustanovljen: 1912 - XII. armadni korpus - 12. artilerijska brigada
Naborni okraj: Sibiu
Narodnostna sestava: 41% Madžarov - 35% Romunov - 24% drugih
Garnizija: Sibiu
Poveljnik: Major Wilhelm Rükauf
- 13. težkohavbični divizion (izvirno nemško Schwere Haubitzdivision Nr. 13)

Ustanovljen: 1912 - XIII. armadni korpus - 13. artilerijska brigada
Naborni okraj: Zagreb
Narodnostna sestava: 82% Srbov/Hrvatov - 18% drugih
Garnizija: Zagreb
Poveljnik: Podpolkovnik Gustav Wacha
- 14. težkohavbični divizion (izvirno nemško Schwere Haubitzdivision Nr. 14)

Ustanovljen: 1912 - XIV. armadni korpus - 14. artilerijska brigada
Naborni okraj: Dunaj
Narodnostna sestava: 95% Nemcev - 5% drugih
Garnizija: Vill
Poveljnik: Podpolkovnik Joseph Holmberg

## Trdnjavska artilerija (6 polkov in 8 neodvisnih polkov)
- 1. spodnjeavstrijsko-moravski trdnjavski artilerijski polk »Cesar«  (izvirno nemško Niederösterreich-Mährisches Festungsartillerie Regiment »Kaiser« Nr. 1)

Ustanovljen: 1891 - II. armadni korpus - 1. trdnjavska artilerijska brigada
Narodnostna sestava: 74% Nemcev - 23% Čehov - 3% drugih
Naborni okraj: Dunaj
Garnizija: Dunaj
Poveljnik: Podpolkovnik Anton Fejfar
- 2. moravsko-galicijski trdnjavski artilerijski polk »von Beschi« (izvirno nemško Mährisch-Galizisches Festungsartillerie Regiment »von Beschi« Nr. 2)

Ustanovljen: 1891 - I. armadni korpus - 2. trdnjavska artilerijska brigada
Narodnostna sestava: 38% Poljakov - 32% Nemcev - 27% Čehov - 3% drugih
Naborni okraj: Krakov
Garnizija: Krakov
Poveljnik: Polkovnik Johann Smrcek
- 3. bohemijsko-galicijski trdnjavski artilerijski polk »Vojvoda Kinsky« (izvirno nemško Böhmisch-Galizisches Festungsartillerie Regiment »Kinsky« Nr. 3)

Ustanovljen: 1891 - X. Armadni korpus - 10. poljsko artilerijska brigada
Narodnostna sestava: 50% Rutencev - 25% Poljakov - 25% drugih
Naborni okraj: Lvov
Garnizija: Przemysl
Poveljnik: Polkovnik Nikolaus Hölscher
- 4. štajersko-kranjski trdnjavski artilerijski polk »Grof Colloredo-Mels« (izvirno nemško Steirisch-Krainerisches Festungsartillerie Regiment »Colloredo-Mels« Nr. 4)

Ustanovljen: 1891 - III. armadni korpus - 4. trdnjavska artilerijska brigada
Narodnostna sestava: 35% Nemcev - 26% Slovencev - 39% drugih
Naborni okraj: Dunaj in  Gradec
Garnizija: Pulj
Poveljnik: Polkovnik Robert Kleinschnitz
- Štajersko-koroški trdnjavski artilerijski polk »von Rouvroy« št. 5  (izvirno nemško Steirisch-Kärntnerisches Festungsartillerie Regiment »von Rouvroy« Nr. 5)

Ustanovljen: 1891 - XIV. Armadni korpus - 5. gorska brigada
Narodnostna sestava: 26% Madžarov - 24% Nemcev - 50% drugih
Naborni okraj: Temišvar
Garnizija: Štab, I. bataljon: Tivat - II. bataljon: Herceg Novi - III. divizion: Luštica
Poveljnik: Podpolkovnik Illuscig Jeusceg
- Madžarski trdnjavski artilerijski polk »Edler von Kollarz« št. 6 (izvirno nemško Ungarisches Festungsartillerie Regiment »Edler von Kollarz« Nr. 6)

Ustanovljen: 1891
Štab / 2. kompanija - V. Armadni korpus - 5. poljsko artilerijska brigada

II. bataljon - IV. armadni korpus - 4. poljsko artilerijska brigada
Narodnostna sestava: 54% Madžarov - 24% Nemcev - 22% drugih
Naborni okraj: Bratislava
Garnizija: Štab: Komárno - I. bataljon: Petrovaradin - II. bataljon: Budimpešta
Poveljnik: Podpolkovnik Adolf Koblischek
- 1. gornjeavstrijsko-salzburški trdnjavski artilerijski bataljon (izvirno nemško Böhmisch-Galizisches Festungsartillerie Regiment »Kinsky« Nr. 3)

Ustanovljen: 1891 - XIV. Armadni korpus
Narodnostna sestava: 94% Nemcev - 6% Drugih
Naborni okraj: Innsbruck
Garnizija: Brixen
Poveljnik: Podpolkovnik Wladimir Pirnat
- 2. ogrski trdnjavski artilerijski bataljon (izvirno nemško Ungarisches Festungsartillerie Bataillon Nr. 2)

Ustanovljen: 1891 - XV. armadni korpus
Narodnostna sestava: 36% Romunov - 34% Madžarov - 22% Nemcev - 8% drugih
Naborni okraj: Sibiu
Garnizija: Mostar
Poveljnik: Podpolkovnik Carl Reinwarth
- 3. ogrski trdnjavski artilerijski bataljon (izvirno nemško Ungarisches Festungsartillerie Bataillon Nr. 3)

Ustanovljen: 1891 - XV. armadni korpus
Narodnostna sestava: 23% Slovencev - 32% Madžarov - 40% Nemcev - 5% drugih
Naborni okraj: Bratislava
Garnizija: Pulj
Poveljnik: Podpolkovnik Alois Meyer
- 4. bohemijski trdnjavski artilerijski bataljon  (izvirno nemško Böhmisches Festungsartillerie Bataillon Nr. 4)

Ustanovljen: 1909 - III. armadni korpus
Narodnostna sestava: 34% Čehov - 64% Nemcev - 2% drugih
Naborni okraj: Litoměřice
Garnizija: Riva del Garda
Poveljnik: Podpolkovnik Adolf Günther
- 5. galicijski trdnjavski artilerijski bataljon (izvirno nemško Galizisches Festungsartillerie Bataillon Nr. 5)

Ustanovljen: 1911 - XIV. armadni korpus
Narodnostna sestava: 32% Nemcev - 32% Poljakov - 31% Čehov - 5% drugih
Naborni okraj: Krakov
Garnizija: Tridentska utrdba
Poveljnik: Podpolkovnik Hugo Müller
- 6. galicijsko-rutenski trdnjavski artilerijski bataljon (izvirno nemško Galizisch-Ruthenisches Festungsartillerie Bataillon Nr. 6)

Ustanovljen: 1911 - XIV. armadni korpus
Narodnostna sestava: 31% Nemcev - 31% Poljakov - 38% drugih
Naborni okraj: Krakov / Lvov / Przemysl / Innsbruck
Garnizija: Chiesa di Lavarone (Trento)
Poveljnik: Podpolkovnik Alfred Poliak
- 7. ogrski trdnjavski artilerijski bataljon (izvirno nemško Ungarisches Festungsartillerie Bataillon Nr. 7)

Ustanovljen: 1911 - XIV. armadni korpus
Narodnostna sestava: 25% Nemcev - 54% Madžarov - 21% drugih
Naborni okraj: Budimpešta / Bratislava
Garnizija:  Male  (Val di Sole)
Poveljnik: Podpolkovnik Johann Schön
- 8. štajerski trdnjavski artilerijski bataljon (izvirno nemško Steirisches Festungsartillerie Bataillon Nr. 8)

Ustanovljen: 1913 - III. armadni korpus
Narodnostna sestava: 41% Nemcev - 48% Slovencev - 11% drugih
Naborni okraj: Gradec
Garnizija: Ajdovščina
Poveljnik: Podpolkovnik Albert Langer

## Gorska artilerija
- 3. gorski artilerijski polk (izvirno nemško Gebirgsartillerie Regiment Nr. 3)

Ustanovljen: 1908 - III. armadni korpus
Narodnostna sestava: 41% Nemcev - 48% Slovencev - 11% drugih
Naborni okraj: Gradec
Garnizija: Beljak
Poveljnik: Polkovnik Hugo Steinhardt
- 4. gorski artilerijski polk (izvirno nemško Gebirgsartillerie Regiment Nr. 4)

Ustanovljen: 1913 - IV. armadni korpus
Narodnostna sestava: 78% Madžarov - 22% drugih
Naborni okraj: Budimpešta
Garnizija: Štab: Nevesinje – Topniški divizion : Bileča (Trebinje) -  Havbični divizion: Špital ob Dravi
Poveljnik: Podpolkovnik Adolf Duras
- 6. gorski artilerijski polk (izvirno nemško Gebirgsartillerie Regiment Nr. 6)

Ustanovljen: 1913 - VI. armadni korpus
Narodnostna sestava: 72% Madžarov - 28% drugih
Naborni okraj: Košice
Garnizija: Štab, Havbični divizion: Travnik – Topniški divizion :Sarajevo
Poveljnik: Podpolkovnik Ferdinand Moosbrugger
- 7. gorski artilerijski polk (izvirno nemško Gebirgsartillerie Regiment Nr. 7)

Ustanovljen: 1913 - VII. armadni korpus
Narodnostna sestava: 35% Madžarov - 23% Romunov - 21% Nemcev - 21% drugih
Naborni okraj: Temišvar
Garnizija: Mostar
Poveljnik: Podpolkovnik Ottokar Kubesch
- 8. gorski artilerijski polk (izvirno nemško Gebirgsartillerie Regiment Nr. 8)

Ustanovljen: 1913 - VIII. armadni korpus
Narodnostna sestava: 60% Čehov - 35% Nemcev - 5% drugih
Naborni okraj: Praga
Garnizija: Brixen
Poveljnik: Podpolkovnik Franz Dobner von Dobenau
- 10. gorski artilerijski polk (izvirno nemško Gebirgsartillerie Regiment Nr. 10)

Ustanovljen: 1913 - X. armadni korpus
Narodnostna sestava: 46% Rutencev - 28% Poljakov - 26% drugih
Naborni okraj: Przemysl
Garnizija: Štab: Tuzla – Topniški divizion: Višegrad – Havbični divizion: Rovereto
Poveljnik: Podpolkovnik Leo von Smekal
- 11. gorski artilerijski polk (izvirno nemško Gebirgsartillerie Regiment Nr. 11)

Ustanovljen: 1913 - XI. armadni korpus
Narodnostna sestava: 46% Rutencev - 28% Poljakov - 26% drugih
Naborni okraj: Lvov
Garnizija: Štab, Havbični divizion: Sarajevo – Topniški divizion: Foča
Poveljnik: Polkovnik Ferdinand Wiedersperger von Wiedersperg
- 12. gorski artilerijski polk (izvirno nemško Gebirgsartillerie Regiment Nr. 12)

Ustanovljen: 1913 - XII. armadni korpus
Narodnostna sestava: 41% Madžarov - 35% Romunov - 24% drugih
Naborni okraj: Sibiu
Garnizija: Tuzla
Poveljnik: Podpolkovnik Franz Murko
- 13. gorski artilerijski polk (izvirno nemško Gebirgsartillerie Regiment Nr. 13)

Ustanovljen: 1913 - XII. armadni korpus
Narodnostna sestava: 82% Srbov/Hrvatov - 18% drugih
Naborni okraj: Zagreb
Garnizija: Štab: Herceg Novi – Topniški divizion: Trebinje – Havbični divizion: Baošići
Poveljnik: Polkovnik Friedrich Neumann
- 14. tirolski in predarlški gorski artilerijski polk »Cesar« (izvirno nemško Tiroler u. Vorarlberger Gebirgsartillerie Regiment „Kaiser“ Nr. 14)

Ustanovljen: 1913 - XIV. armadni korpus
Narodnostna sestava: 98% Nemcev - 2% drugih
Naborni okraj: Innsbruck
Garnizija: Tridentska utrdba
Poveljnik: Polkovnik Ernst Edler von Terboglaw
- Neodvisni gorski topniški divizion (izvirno nemško Selbstständige Gebirgskanonen Division)

Ustanovljen: 1913 - XVI. armadni korpus
Narodnostna sestava: 92% Srbov/Hrvatov - 8% drugih
Naborni okraj: Dubrovnik
Garnizija: Sinj
Poveljnik: Major Hugo Fiebinger

## Saperji
- 1. saperski bataljon (izvirno nemško Sappeurbataillon Nr. 1)

Ustanovljen: 1912 - I. armadni korpus - 24. pehotna brigada
Narodnostna sestava: 50% Poljakov - 23% Nemcev - 23% Čehov - 4% drugih
Garnizija: Krakov
Poveljnik: Major Vinzenz Reimer
- 2. saperski bataljon (izvirno nemško Sappeurbataillon Nr. 2)

Ustanovljen: 1912 - II. armadni korpus - 50. pehotna brigada
Narodnostna sestava: 82% Nemcev - 18% drugih
Garnizija: Krems an der Donau
Poveljnik: Major Rudolf Herkner
- 3. saperski bataljon (izvirno nemško Sappeurbataillon Nr. 3)

Ustanovljen: 1912 - III. armadni korpus - 56. pehotna brigada
Narodnostna sestava: 48% Nemcev - 45% Slovencev - 7% drugih
Garnizija: Gorica
Poveljnik: Major Leo Maschek
- 4. saperski bataljon (izvirno nemško Sappeurbataillon Nr. 4)

Ustanovljen: 1912 - III. armadni korpus - 12. pehotna brigada
Narodnostna sestava: 20% Nemcev - 74% Madžarov - 6% drugih
Garnizija: Beljak
Poveljnik: Major Franz Wagner
- 5. saperski bataljon (izvirno nemško Sappeurbataillon Nr. 5)

Ustanovljen: 1912 - V. armadni korpus - 66. pehotna brigada
Narodnostna sestava: 40% Nemcev - 32% Madžarov - 23% Slovencev - 5% drugih
Garnizija: Komorn
Poveljnik: Major Friedrich Jobst von Ruprecht
- 6. saperski bataljon (izvirno nemško Sappeurbataillon Nr. 6)

Ustanovljen: 1912 - III. armadni korpus - 55. pehotna brigada
Narodnostna sestava: 72% Madžarov - 28% drugih
Garnizija: Pulj
Poveljnik: Major Carl Müller
- 7. saperski bataljon (izvirno nemško Sappeurbataillon Nr. 7)

Ustanovljen: 1912 - VII. - XIII. - XV. armadni korpus
Narodnostna sestava: 53% Madžarov - 25% Nemcev - 22% drugih
Garnizija: Sarajevo
Poveljnik: Major Rudolf Conrad
- 8. saperski bataljon (izvirno nemško Sappeurbataillon Nr. 8)

Ustanovljen: 1912 - XIV. armadni korpus - 96. pehotna brigada
Narodnostna sestava: 73% Čehov - 26% Nemcev - 1% drugih
Garnizija: Rovereto
Poveljnik: Podpolkovnik Franz Schmidt
- 9. saperski bataljon (izvirno nemško Sappeurbataillon Nr. 9)

Ustanovljen: 1912 - XIV. armadni korpus - 96. pehotna brigada
Narodnostna sestava: 66% Čehov - 31% Nemcev - 3% drugih
Garnizija: Riva del Garda
Poveljnik: Major Joseph Lichtblau
- 10. saperski bataljon (izvirno nemško Sappeurbataillon Nr. 10)

Ustanovljen: 1912 - X. armadni korpus - 47. pehotna brigada
Narodnostna sestava: 50% Poljakov - 30% Rutencev - 20% drugih
Garnizija: Przemysl
Poveljnik: Major Joseph Hněvkovský
- 11. saperski bataljon (izvirno nemško Sappeurbataillon Nr. 11)

Ustanovljen: 1912 - XI. armadni korpus - 21. pehotna brigada
Narodnostna sestava: 32% Poljakov - 48% Rutencev - 20% drugih
Garnizija: Lvov
Poveljnik: Podpolkovnik Hugo Haluska
- 12. saperski bataljon (izvirno nemško Sappeurbataillon Nr. 12)

Ustanovljen: 1912 - XII. armadni korpus - 69. pehotna brigada
Narodnostna sestava: 50% Madžarov - 36% Romunov - 14% drugih
Garnizija: Alba Iulia
Poveljnik: Major Zdenko Dvořák
- 13. saperski bataljon (izvirno nemško Sappeurbataillon Nr. 12)

Ustanovljen: 1912 - XIII. armadni korpus - 13. pehotna brigada
Narodnostna sestava: 86% Srbov/Hrvatov - 14% drugih
Garnizija: Osijek
Poveljnik: Major Otto Jenker
- 14. saperski bataljon (izvirno nemško Sappeurbataillon Nr. 14)

Ustanovljen: 1912 - XIV. armadni korpus - 121. pehotna brigada
Narodnostna sestava: 98% Nemcev - 2% drugih
Garnizija: Tridentska utrdba
Poveljnik: Major Ferdinand Korb

## Pionirji
- 2. pionirski bataljon (izvirno nemško Pionierbataillon Nr. 2)

Ustanovljen: 1893 - XIV. armadni korpus - 121. pehotna brigada
Naborni okraj: II. + XIV. armadni korpus
Narodnostna sestava: 98% Nemcev - 2% drugih
Garnizija: Linz
Poveljnik: Podpolkovnik Franz Berger
- 3. pionirski bataljon (izvirno nemško Pionierbataillon Nr. 3)

Ustanovljen: 1893 - XIV. armadni korpus - 121. pehotna brigada
Naborni okraj: III. armadni korpus
Narodnostna sestava: 48% Nemcev - 45% Slovencev - 7% drugih
Garnizija: Ptuj
Poveljnik: Podpolkovnik Eduard Appel
- 4. pionirski bataljon (izvirno nemško Pionierbataillon Nr. 4)

Ustanovljen: 1893 - XIV. armadni korpus - 121. pehotna brigada
Naborni okraj: IV. armadni korpus
Narodnostna sestava: 74% Madžarov - 20% Nemcev - 6% drugih
Garnizija: Budimpešta
Poveljnik: Podpolkovnik Albert Eisenbach
- 5. pionirski bataljon (izvirno nemško Pionierbataillon Nr. 5)

Ustanovljen: 1893 - XIV. armadni korpus - 121. pehotna brigada
Naborni okraj: V. armadni korpus
Narodnostna sestava: 55% Madžarov - 27% Nemcev - 18% drugih
Garnizija: Bratislava
Poveljnik: Podpolkovnik Rudolf Sydor
- 7. pionirski bataljon (izvirno nemško Pionierbataillon Nr. 7)

Ustanovljen: 1893 - XIV. armadni korpus - 121. pehotna brigada
Naborni okraj: VII. armadni korpus
Narodnostna sestava: 57% Madžarov - 28% Nemcev - 15% drugih
Garnizija: Szeged
Poveljnik: Podpolkovnik Ignaz Mjk
- 8. pionirski bataljon (izvirno nemško Pionierbataillon Nr. 8)

Ustanovljen: 1893 - XIV. armadni korpus - 121. pehotna brigada
Naborni okraj: VIII. armadni korpus
Narodnostna sestava: 56% Čehov - 41% Nemcev - 3% drugih
Garnizija: Klosterneuburg
Poveljnik: Podpolkovnik Rudolf Pratl
- 9. pionirski bataljon (izvirno nemško Pionierbataillon Nr. 9)

Ustanovljen: 1893 - XIV. armadni korpus - 121. pehotna brigada
Naborni okraj: IX. armadni korpus
Narodnostna sestava: 54% Čehov - 43% Nemcev - 12% drugih
Garnizija: Melk
Poveljnik: Podpolkovnik Franz Fiedler
- 10. pionirski bataljon (izvirno nemško Pionierbataillon Nr. 10)

Ustanovljen: 1893 - XIV. armadni korpus - 121. pehotna brigada
Naborni okraj: X. - XII. armadni korpus
Narodnostna sestava: 50% Poljakov - 30% Rutencev - 20% drugih
Garnizija: Przemysl
Poveljnik: Podpolkovnik Joseph Watzek
- 15. pionirski bataljon (izvirno nemško Pionierbataillon Nr. 15)

Ustanovljen: 1914 - XIV. armadni korpus - 121. pehotna brigada
Naborni okraj: XV. - XVI. armadni korpus
Narodnostna sestava: 92% Srbov/Hrvatov - 8% drugih
Garnizija: Sarajevo
Poveljnik: ?

## Mostovni bataljon
- Mostovni bataljon (izvirno nemško Brückenbataillon)

Ustanovljen: 1913 - XIV. armadni korpus - 121. pehotna brigada
Naborni okraj: II. armadni korpus
Narodnostna sestava: 98% Nemcev - 2% drugih
Garnizija: Krems an der Donau
Poveljnik: Stotnik Johann Vučinic

## Železniški polk
- Železniški polk (izvirno nemško Eisenbahnregiment)

Ustanovljen: 1909
Naborni okraj: neodoločen
Narodnostna sestava: 30% Nemcev - 25% Madžarov - 20% Čehov - 25% Drugih
Garnizija: Korneuburg
Poveljnik: Polkovnik Ernst Schaible
V sklopu polka so delovali tudi Žičniški oddelki (Seilbahn-Detachements) in poznejše Žičničarske čete (Seilbahnkompanie), ki so ob koncu vojne štele 6665 pripadnikov in opravljale s 1735 km žičnic.

## Telegrafski polk
- Telegrafski polk (izvirno nemško Telegraphenregiment)

Ustanovljen: 1909
Naborni okraj: nerazporejeno
Narodnostna sestava: 30% Nemcev - 25% Madžarov - 20% Čehov - 25% drugih
Garnizija: Štab, 1., 4. bataljon: St. Pölten - 2. bataljon: Šopron - 3. bataljon: Korneuburg
Poveljnik: Polkovnik Carl Blazekovic

## Transport
- 1. transportni bataljon (izvirno nemško Trainbataillon Nr. 1)

Ustanovljen: 1910 - I. armadni korpus
Naborni okraj: Krakov
Garnizija: Krakov
Poveljnik: Major Theodor Indra
- 2. transportni bataljon (izvirno nemško Trainbataillon Nr. 2)

Ustanovljen: 1910 - II. armadni korpus
Naborni okraj: Dunaj
Garnizija: Dunaj
Poveljnik: Major Ignaz Cermák
- 3. transportni bataljon (izvirno nemško Trainbataillon Nr. 3)

Ustanovljen: 1910 - III. armadni korpus
Naborni okraj: Gradec
Garnizija: Gradec
Poveljnik: Podpolkovnik Carl Zieritz
- 4. transportni bataljon (izvirno nemško Trainbataillon Nr. 4)

Ustanovljen: 1910 - IV. armadni korpus
Naborni okraj: Budimpešta
Garnizija: Budimpešta
Poveljnik: Podpolkovnik Rudolf Ullrich
- 5. transportni bataljon (izvirno nemško Trainbataillon Nr. 5)

Ustanovljen: 1910 - V. armadni korpus
Naborni okraj: Bratislava
Garnizija: Bratislava
Poveljnik: Podpolkovnik Carl Diefenbach
- 6. transportni bataljon (izvirno nemško Trainbataillon Nr. 6)

Ustanovljen: 1910 - VI. armadni korpus
Naborni okraj: Košice
Garnizija: Košice
Poveljnik: Podpolkovnik Anton Holan
- 7. transportni bataljon (izvirno nemško Trainbataillon Nr. 7)

Ustanovljen: 1910 - VII. armadni korpus
Naborni okraj: Temišvar
Garnizija: Temišvar
Poveljnik: Major Friedrich Stampf
- 8. transportni bataljon (izvirno nemško Trainbataillon Nr. 8)

Ustanovljen: 1910 - VIII. armadni korpus
Naborni okraj: Praga
Garnizija: Praga
Poveljnik: Podpolkovnik Edmund Steindler
- 9. transportni bataljon (izvirno nemško Trainbataillon Nr. 9)

Ustanovljen: 1910 - IX. armadni korpus
Naborni okraj: Litoměřice
Garnizija: Jaromer
Poveljnik: Major Stephan Grossnigg
- 10. transportni bataljon (izvirno nemško Trainbataillon Nr. 10)

Ustanovljen: 1910 - X. armadni korpus
Naborni okraj: Przemysl
Garnizija: Przemysl
Poveljnik: Podpolkovnik Alois Bauer
- 11. transportni bataljon (izvirno nemško Trainbataillon Nr. 11)

Ustanovljen: 1910 - XI. armadni korpus
Naborni okraj: Lvov
Garnizija: Lvov
Poveljnik: Major Anton Havelka
- 12. transportni bataljon (izvirno nemško Trainbataillon Nr. 12)

Ustanovljen: 1910 - XII. armadni korpus
Naborni okraj: Sibiu
Garnizija: Sibiu
Poveljnik: Major Carl Triesch
- 13. transportni bataljon (izvirno nemško Trainbataillon Nr. 13)

Ustanovljen: 1910 - XIII. armadni korpus
Naborni okraj: Zagreb
Garnizija: Zagreb
Poveljnik: Major Adolf Khohl
- 14. transportni bataljon (izvirno nemško Trainbataillon Nr. 14)

Ustanovljen: 1910 - XIV. armadni korpus
Naborni okraj: Innsbruck
Garnizija: Innsbruck
Poveljnik: Major Franz Patzak
- 15. transportni bataljon (izvirno nemško Trainbataillon Nr. 15)

Ustanovljen: 1910 - XV. armadni korpus
Naborni okraj: Zagreb/Sarajevo
Garnizija: Sarajevo
Poveljnik: Major Alois Andrich
- 16. transportni bataljon (izvirno nemško Trainbataillon Nr. 16)

Ustanovljen: 1910 - XVI. armadni korpus
Naborni okraj: Gradec
Garnizija: Mostar
Poveljnik: Major Wilhelm Watznauer
- Glej tudi:

Seznam cesarskih in kraljevih bojnih enot
Seznam večjih enot avstro-ogrskih oboroženih  sil
Seznam garnizij avstro-ogrskih kopenskih oboroženih sil 